# Všeobecné kněžství
Všeobecné kněžství je křesťanský teologický pojem, který znamená účast všech pokřtěných na kněžství Ježíše Krista. Každý věřící je podle církevní nauky povolaný k tomu, aby prostřednictvím svého vlastního specifického povolání zpřítomňoval Krista ve světě. Všeobecné kněžství a služebné (hierarchické) kněžství se od sebe liší, obojí však má účast na Kristově kněžství. Všeobecné kněžství znamená, že každý pokřtěný může (např. v nebezpečí smrti nebo odloučení od církevního společenství) pokřtít toho, kdo o křest projeví vážný zájem a nachází se mimo kontakt s církví. Podle Luthera je každý křtem posvěcený za "kněze, papeže, biskupa", to ale ještě neznamená, že každý křesťan je povolaný vykonávat úřad faráře. Všichni jsou kněžími, ale ne všichni faráři, až povolání (vocatio) činí z kněze faráře a kazatele, aby byl v církvi zachovaný pořádek. 1. Kor. 14, 40
Nejvíce se toto téma ozývalo v reformaci. Zde poprvé Martin Luther v díle O svobodě křesťanské napsal, že "...my všichni jsme stejně kněžími, kteříkoli jsme pokřtěni." Opírá tuto tezi o citát z 1. Petrovy 2: "Ale vy jste rod vyvolený, královské kněžstvo a kněžské královstvo."
Z církevních tradic, které se drží všeobecného kněžství, jsou známí např. baptisté.